# Посвірж лимонний
Посві́рж лимонний (Sicalis citrina) — вид горобцеподібних птахів родини саякових (Thraupidae). Мешкає в Південній Америці.

## Опис
Довжина птаха становить 12 см. Виду притаманний статевий диморфізм. У самців верхня частина тіла оливкова, спина поцяткована чорними смужками. Голова жовта, нижня частина тіла лимонно-жовта, груди з оливковим відтінком. Кінчики крайніх стернових пер знизу білі. У самчок верхня частина тіла коричнювата, нижня частина тіла жовтувата, поцяткована чорними смужками.

## Підвиди
Виділяють три підвиди:
- S. c. browni Bangs, 1898 — західна і північна Колумбія, Венесуела (Сьєрра-де-Періха, Прибережний хребет), Серро-Дуїда[en] та іншії тепуї на південному сході Венесуели та в сусідніх районах Гаяни і Бразилії, локально на схід до Амапи;
- S. c. citrina Pelzeln, 1870 — східна Бразилія (від південної Пари до Гояса, Піауї, східного Мату-Гросу і Парани);
- S. c. occidentalis Carriker, 1932 — південний схід Перу (Пуно) і північний захід Аргентини (Сальта, Тукуман і західна Ла-Ріоха).

## Поширення і екологія
Ареал лимонних посвіржів є фрагментованим. Вони локально поширені в Колумбії, Венесуелі, Гаяні, Суринамі, Бразилії, Болівії, Аргентині і Перу. Вони живуть в сухих саванах серрадо і чагарникових заростях, на полях, луках і пасовищах. Ведуть кочовий спосіб життя. Зустрічаються зграйками, на висоті від 800 до 2800 м над рівнем моря. Іноді приєднуються до змішаних зграй птахів разом з короткодзьобими посвіржами. Живляться насінням і комахами, яких шукають на землі та в траві.